# Jonathan Boyer
Jonathan Boyer (Moab, Utah, 8 oktober 1955) is een voormalig Amerikaans wielrenner. In 1981 was hij de eerste Amerikaan die deelnam aan de Ronde van Frankrijk.

## Biografie
Jonathan Boyer, ook wel bekend als Jacques of Jock Boyer, groeide op in het Californische Monterey. Vanaf 1973 fietste hij in Europa, eerst als amateur en vanaf 1977 als prof. Voor het Renault-Elf-team van kopman Bernard Hinault debuteerde hij in 1981 in de Ronde van Frankrijk met een 32e plaats. In de Ronde van Frankrijk 1983 haalde hij zijn beste resultaat: een twaalfde plek in het eindklassement.
Boyer haalde in zijn carrière 87 overwinningen bij de amateurs en 49 overwinningen bij de professionals. In 1980 won hij de Amerikaanse etappekoers Coors Classic, waarin hij een jaar eerder al tweede was geworden. In 1984 won hij een etappe in de Ronde van Zwitserland. In 1985 en in 2006 won hij in respectievelijk de Solo en Enduro Solo-categorie in de Race Across America, een non-stop wielerwedstrijd van bijna 5000 kilometer dwars door de Verenigde Staten.
In 1998 werd Boyer opgenomen in de United States Bicycling Hall of Fame. In 2002 werd hij veroordeeld tot een jaar gevangenisstraf wegens kindermishandeling en pedoseksuele handelingen.

## Belangrijkste overwinningen
1980
- Eindklassement Coors Classic

1983
- 6e etappe deel A Ronde van de Toekomst

1984
- 6e etappe Ronde van Zwitserland

## Resultaten in voornaamste wedstrijden
| Jaar | Milaan-San Remo | Gent-Wevelgem | Parijs-Roubaix | Amstel Gold Race | Luik-Bast.‑Luik | Waalse Pijl | Bretagne Classic |  | WK op de weg |
| ---- | --------------- | ------------- | -------------- | ---------------- | --------------- | ----------- | ---------------- |  | ------------ |
| 1977 |                 |               |                |                  |                 |             | 8e               |  |              |
| 1978 |                 |               |                | 20e              |                 |             |                  |  |              |
| 1980 |                 |               |                |                  |                 |             |                  |  | 5e           |
| 1981 |                 | 86e           | 55e            |                  |                 | 105e        |                  |  | 48e          |
| 1982 |                 | 24e           | 18e            |                  |                 | 26e         |                  |  | 10e          |
| 1983 |                 | 44e           |                | 17e              |                 | 5e          |                  |  | 30e          |
| 1984 | 32e             |               |                |                  | 17e             | 40e         |                  |  |              |
| 1987 |                 | 57e           |                | 58e              |                 |             |                  |  | 67e          |